# ラッパムシ
ラッパムシ (Stentor) は、繊毛虫門異毛綱 (Heterotrichea) に属する原生生物の属の一つであり、その代表である。繊毛虫として、ゾウリムシ・ツリガネムシとともに広くその名が知られ、理科の教科書などにもよく掲載される。
学名はギリシャ神話に登場するトロイア戦争の軍使ステントル (Stentor) に因んで名付けられた。
池沼や河川など淡水に生息し、通常、藻類や他の生物体の破片に付着している。睡蓮を植えてある小さな水鉢はラッパムシを採取する絶好の場所である。水底の腐った睡蓮の葉に高い確率で付着している。尾端を基質上に付着させ、ラッパ状の口を水中に伸ばしているのが普通の姿だが、固着しているのではなく、時折尾端を放して水中を移動する。
外形は一般にラッパ状であり、ラッパの朝顔の前面部分の周囲には突出したリング状の部分がある。ここに繊毛が並び、食物を細胞口に流し込み、濾し取って食べる。また、この繊毛は遊泳するときにも役に立つ。体長が数ミリメートルにおよぶものもあるため、単細胞生物としては最大の部類でもある。核は数珠状につながっている。